# Wolfgang Boehmer
Wolfgang Boehmer (9 de Agosto de 1920 - ) foi um comandante de U-Boot que serviu na Kriegsmarine durante a Segunda Guerra Mundial.